# Барсуков, Яков Никандрович
Яков Никандрович Барсуков (бел.  Барсукоў Якаў Нікандравіч; 5 ноября 1904, д. Кульшичи — 29 сентября 1971), один из руководителей партизанского движения на территории Витебской области в годы Великой Отечественной войны.

## Биография
С 1932 состоял на хозяйственной работе, с 1938 инструктор, секретарь Добрушского РК КП(б)Б. В августе-октябре 1941 в тылу врага, организовывал подпольную работу в Добрушском районе. С января 1942 руководитель диверсионной группы, с июня 1942 комиссар, в марте — сентябре 1943 командир 2-й белорусской партизанской бригады имени П. К. Пономаренко в Витебской области. Одновременно в июне 1942 — сентябре 1943 1-й секретарь Меховского подполья РК КП(б)Б. С 1943 на партийной и хозяйственной работе.